# ウェイン・イーグリング
ウェイン・イーグリング（Wayne Eagling、1950年11月27日 - ）は、カナダの元バレエダンサーである。ロイヤル・バレエ団で20年以上過ごし、引退後は振付家・バレエ団の芸術監督として活動している。

## 幼少期
ケベック州モントリオールで、英語圏の両親エドワードとテルマの間に生まれた。幼いときに米国カリフォルニア州に転居した。少年時代にはパトリシア・ラムジー・スタジオ・オブ・ダンス・アーツでダンスを学んだ。ここでクラシック・バレエの才能を見出され、教師からもプロダンサーとなることを勧められた。1965年、15歳のときに米国ツアー中だったロイヤル・バレエ団のマイケル・サムズとゲルト・ラーセンに見出されてロイヤル・バレエ学校に招かれた。イーグリングがロンドンに移った1960年代後半は、ファッションやポピュラー音楽、エンターテインメントなどの分野でロンドンが大いに活気づいた「スウィンギング・ロンドン」の時代であったが、イーグリングはそれに流されることなくクラシック・バレエとそれに関わる芸術に熱心に取り組んだ。1969年に18歳でロイヤル・バレエ団への入団をオファーされた。

## 経歴
イーグリングがロイヤル・バレエ団にとって貴重なダンサーであることはすぐに証明された。しなやかさと力強さを兼ね備え、1972年にはソリスト、1975年にはプリンシパルに昇進した。「さまざまなメソッドを組み合わせた折衷的なトレーニング」を積んできたことから、幅広い役柄を演じることができる「使いでのよい」ダンサーであった。マーゴ・フォンテイン、ジェニファー・ペニー、メール・パークらとパートナーを組み、19世紀の古典作品で王子や勇者などの主役を演じたが、20世紀の作品で特に活躍した。英国を代表する振付家、ケネス・マクミランのお気に入りとして、『Elite Syncopations』や『Gloria』など数々の作品で初演者に選ばれている。1983年4月のマクミランの『うたかたの恋』のニューヨーク初演ではルドルフ皇太子役を演じている。また、フレデリック・アシュトン、ジョージ・バランシン、ジェローム・ロビンズ、ルドルフ・ヌレエフなどの作品でも踊っている。特にバランシンの『ミューズを率いるアポロ』、マクミランの『Different Drummer』、そしてグレン・テトリーの『春の祭典』での演技は高く賞賛されている。プリンシパルとして活躍するかたわら、イーグリングはロイヤル・バレエ団が主催する振付ワークショップに参加するようになり、1984年には初の作品『フランケンシュタイン、現代のプロメテウス (Frankenstein, the Modern Prometheus）』を制作した。その後も次々と作品を制作し、ロイヤル・バレエ団や海外のバレエ団で演じられるようになった。
1991年にダンサーを引退し、アムステルダムのオランダ国立バレエの芸術監督に就任した。首席振付家として翌年から新作を次々と発表した。1996年にはトゥール・ファン・シャイックと共同で『くるみ割り人形とねずみの王様』の改訂振付版を制作した。これは舞台を1810年頃のアムステルダムに移して、凍った運河をスケーターが滑ったり、ドロッセルマイヤーの代わりにサンタクロースが登場する演出で、オランダ国民に大いに受けて、後にフィンランド国立バレエ団とポーランド国立バレエ団でも上演された。イーグリングは芸術監督在任中にオランダ国立バレエの古典および新古典のレパートリーを維持しただけでなく、アシュリー・ペイジやデヴィッド・ドーソンなどの現代の振付家にも新作を積極的に委嘱した。2003年にオランダを去り、その後、2年間は国際的な活動に取り組んだ。時には伝説的なイタリアのバレリーナ、カルラ・フラッチの公演にも携わった。
2005年12月にはイングリッシュ・ナショナル・バレエ団の芸術監督に任命され、引き続き新作の制作に取り組んだ。その中でも2009年に9人の男性ダンサーのために制作した『Men Y Men』は機知に富んだ作品で、2010年には『くるみ割り人形』の再改訂版を制作している。7年間の在任中、観客からも温かく迎えられ、ダンサーからの尊敬と敬愛を勝ち取っていたが、2012年に大幅なバレエ団の予算削減を巡って理事会と論争となり、辞任を余儀なくされた。

## 初演作品
イーグリングは、ケネス・マクミランや他の振付家の作品で初演者として役柄を作り上げている。その中には以下のものがある。

### マクミラン作品
- 『Tryad』（1972年）：セルゲイ・プロコフィエフ作曲。弟役。兄役をアンソニー・ダウエル、恋の相手をアントワネット・シブリーが演じた。
- 『Elite Syncopations』（1974年）スコット・ジョプリン作曲。
- 『四季』(1975年）：ジュゼッペ・ヴェルディ作曲。春役。レスリー・コリア、マイケル・コールマン、デヴィッド・アシュモールとのパ・ド・カトル。
- 『Rituals』（1975年）：バルトーク・ベーラ作曲。役割：執行司祭役。
- 『Gloriana』（1977年）：ベンジャミン・ブリテン作曲。プリンシパルとして。
- 『Gloria』（1980年）：フランシス・プーランク作曲。兵士役。
- 『Different Drummer』（1984年）：アントン・ヴェーベルン作曲。ヴォイツェック役。

### 他の振付家の作品
- 『Four Shumann Pieces』（1975年）：ハンス・ファン・マネン振付、ロベルト・シューマン作曲。
- 『The Tempest』（1982年）：ルドルフ・ヌレエフ振付、ピョートル・チャイコフスキー作曲。アリエル役。
- 『Voice of Spring』（1983年）：フレデリック・アシュトン振付、ヨハン・シュトラウス2世作曲。注目されるダンサー役。メール・パークとのパ・ド・ドゥ。
- 『Consort Lessons』（1983年）：デヴィッド・ビントレー振付、イーゴリ・ストラヴィンスキー作曲。

## 振付作品
イーグリングの振付作品としては、以下のものがある。
- 『フランケンシュタイン、現代のプロメテウス』(1985年）：ヴァンゲリス作曲。ロイヤル・バレエ団。
- 『美女と野獣』（1986年）：ヴァンゲリス作曲。ロイヤル・バレエ団。
- 『バイロン』（1988年）：ピョートル・チャイコフスキー作曲。ミラノ・スカラ座バレエ団。
- 『ニジンスキー』（1989年）：クロード・ドビュッシー作曲。ナポリ・サンカルロ劇場バレエ団。
- 『The Ruins of Time』（1993年）：チャイコフスキー作曲。オランダ国立バレエ。ルドルフ・ヌレエフへのオマージュ。
- 『Symphony in Waves』（1994年）：アーロン・ジェイ・カーニス作曲。オランダ国立バレエ。
- 『アルマ・マーラー』（1994年）：グスタフ・マーラー作曲。スカラ座バレエ団。カルラ・フラッチ客演。
- 『Holding a Balance』（1996年）：ヘンリー・パーセル作曲。オランダ国立バレエ。
- 『くるみ割り人形とねずみの王様』（1996年）：トゥール・ファン・シャイックとの共同振付。チャイコフスキー作曲。オランダ国立バレエ。
- 『ラスト・エンペラー』（1997年）、蘇聡作曲。香港バレエ。
- 『魔笛』（1999年）：トゥール・ファン・シャイックとの共同振付。リッカルド・ドリゴ作曲。オランダ国立バレエ。
- 『春の祭典』（2000年）イーゴリ・ストラヴィンスキー作曲。オランダ国立バレエ。
- 『Maria Stuarda』のダンス（2004年）：ガエターノ・ドニゼッティのオペラ。ローマ歌劇場バレエ。
- 『タイス』のダンス（2005年）：ジュール・マスネのオペラ。ローマ歌劇場バレエ。
- 『Resolution』（2008年）：フリードリヒ・リュッケルト作詩、グスタフ・マーラー作曲。ロイヤル・バレエ団。
- 『Men Y Men』（2009年）：セルゲイ・ラフマニノフ作曲、ギャビン・サザーランド編曲。イングリッシュ・ナショナル・バレエ団。
- 『くるみ割り人形』（2010年）：チャイコフスキー作曲。イングリッシュ・ナショナル・バレエ。
- 『美女と野獣』拡大版（2012年）：ヴァンゲリス作曲。モスクワ・クレムリン・バレエ。
- 『眠れる森の美女』（2014年）：チャイコフスキー作曲。新国立劇場バレエ団。